# École polytechnique de Louvain
 (février 2013).
Si vous disposez d'ouvrages ou d'articles de référence ou si vous connaissez des sites web de qualité traitant du thème abordé ici, merci de compléter l'article en donnant les références utiles à sa vérifiabilité et en les liant à la section « Notes et références ».
Pour les articles homonymes, voir École polytechnique et EPL.
L‘École polytechnique de Louvain (EPL), anciennement appelée Faculté des sciences appliquées (FSA), est une faculté de l'université catholique de Louvain. Elle organise des études d'ingénieur civil et de sciences de l'informatique sur les campus de Louvain-la-Neuve et UCLouvain Charleroi. Des études d'ingénieur civil architecte sont organisées conjointement avec la Faculté d'architecture, d'ingénierie architecturale, d'urbanisme et d'aménagement du territoire.

## Rattachement structurel
L'EPL est l'une des quatre composantes du Secteur des sciences et technologies (SST) de l'UCLouvain. Les trois autres sont la Faculté des sciences (SC), la Faculté des bioingénieurs (AGRO), et, depuis 2009, la Faculté d'architecture, d'ingénierie architecturale, d'urbanisme (LOCI, issue de la fusion du département d'architecture et des instituts supérieurs d'architecture Saint-Luc de Bruxelles et Tournai).

## Histoire de l'EPL

### Leuven
Inspirées de l'École centrale des arts et manufactures à Paris, l'École des Arts et Manufactures ainsi que l'École des Mines sont fondées en 1864 au sein de la Faculté des sciences de l'université catholique de Louvain, encore unitaire, à Louvain (Leuven). Les études durent quatre ans et permettent d'être recruté au sein d'entreprises privées. Les cours sont donnés dans le Collège Marie-Thérèse ainsi que le Collège du pape.
En 1867, les Écoles sont renommées en Écoles spéciales des Arts et Manufactures, du Génie Civil et des Mines, en court les Écoles spéciales.
L'Union des Ingénieurs sortis des Écoles Spéciales de Louvain, aujourd'hui dénommée AILouvain (Alumni Ingénieurs de Louvain) est fondée à Charleroi en 1872, tout comme le Cercle industriel.
Jusqu'en 1889, les diplômes octroyés par les Écoles spéciales sont considérés comme des diplômes « scientifiques » car seules les universités d'État du Royaume, Liège et Gand, sont autorisées à délivrer des diplômes « légaux », nécessaires pour les ingénieurs fonctionnaires de services et travaux publics. L'abolition du monopole des universités d'État permet à l'université de Louvain d'organiser des formations d'ingénieur des mines et d'ingénieur civil, d'une durée de 5 ans, dès 1890. Une formation d'ingénieur-géologue menant à un diplôme d'université est en outre créée. L'Institut électromécanique est inauguré en 1901, dans de nouveaux bâtiments, les premiers propres aux Écoles spéciales. D'autres instituts sont ensuite créés dans le parc du Château d'Arenberg dès 1925, et les Écoles spéciales s'installent dans le château en 1931, à Heverlee.
Les premiers cours en néerlandais se donnent en 1914. Une loi de 1929 élargit largement l'offre de diplômes « légaux » et 9 nouvelles formations d'ingénieur sont créées à Louvain et à Courtrai (industrie textile). Les formations d'ingénieur physique et d'ingénieur en constructions navales sont entamées en 1945 et sont les seules à ne pas être dédoublées lors de la scission de l'université : elles sont intégralement transférées à Louvain-la-Neuve. 
Des programmes en management et en sciences du travail sont créés dans les années 1950. 
L'École d'urbanisme et d'aménagement du territoire (URBA), dont la structure est restée intacte depuis au sein de l'École polytechnique de Louvain, est fondée en 1961. 
La même année, les Écoles spéciales deviennent la Faculté des sciences appliquées (FSA), indépendante de la Faculté des sciences, et les programmes d'ingénieur commercial et d'ingénieur en mathématiques appliquées sont créés. Les formations en management et en sciences du travail sont transférées vers la Faculté des sciences économiques et sociales, également créée. 
La Faculté est séparée linguistiquement en 1964 en la Faculteit ingenieurswetenschappen néerlandophone et la Faculté des sciences appliquées. 

### Scission
Au début des années soixante, la scission pratique de l’université catholique de Louvain devient inéluctable et l’on songe déjà sérieusement à transférer la partie francophone en dehors de Louvain (Leuven). À la suite de l'affaire de Louvain, c’est à la fin de 1968 que le « transfert » est décidé : la Faculté de médecine devant s’installer à Woluwé et les autres facultés à Louvain-la-Neuve (près de la ville francophone de Wavre) ; tandis que la KUL (flamande) restera à Leuven.
En 1971 les programmes d'étude en français de la Faculté des Sciences appliquées sont donnés sur le campus d'Heverlee, à la périphérie de la ville de Louvain (Leuven). À partir de 1973, les programmes des trois dernières années d'ingénieur civil sont effectivement donnés sur le nouveau site de Louvain-la-Neuve alors que les candidatures (deux premières années) sont toujours enseignées à Heverlee. En 1975, l'ensemble de la faculté des Sciences appliquées (FSA) de l'UCL est installée à Louvain-la-Neuve.
Il est à noter qu'à cette époque la "ville" n'était que constituée de quelques bâtiments académiques. Le chantier était énorme et la ville très peu peuplée.

#### Le transfert du pavé sacré
« L'année universitaire 1972-73 débuta le 2 octobre. Pour la première fois, des étudiants se retrouvaient à Louvain-la-Neuve : les ingénieurs.

Ils inauguraient les auditoires Sainte-Barbe, marchaient en bottes parmi les chantiers, arpentaient en tous sens le minuscule quartier des kots du Biéreau et l'embryon de la rue des Wallons. Un peu seuls, mais bouillants d'énergie et d'imagination.
Une idée jaillit : prélever un pavé de la place du Vieux-Marché à Louvain (celle qui borde le bas des Halles) et, en se relayant, courir à travers la forêt et la campagne, et le transplanter dans l'unique espace public existant à Louvain-la-Neuve : la place Sainte-Barbe !

Ce qui fut fait le 12 octobre. Le premier kilomètre eut des allures solennelles, le pavé placé sur un brancard de procession. Le vrai départ eut lieu au château d'Arenberg (Heverlee) dont le parc abritait depuis des décennies la Faculté des sciences appliquées. »
— Archives de l'UCLouvain, Service des Archives de l'Université catholique de Louvain, rue Montesquieu 27, 1348 Louvain-la-Neuve
Dès 1986, les étudiants de Louvain-la-Neuve et de la faculté néerlandophone de la Katholieke Universiteit te Leuven demeurée à Louvain sont autorisés à suivre certains cours à option dans l'université sœur.
En 1990, la Faculté des sciences appliquées co-fonde le CESAER, Conférence des écoles européennes pour l'enseignement et la recherche des sciences pour l'ingénieur avancées, à Louvain, avec à l'origine six membres considérés comme les instituts principaux de développement des sciences de l'ingénieur en Europe : les deux universités de Louvain, l'école des mines de Paris, le collège impérial de Londres, l'université technique de Rhénanie-Westphalie à Aix-la-Chapelle et l'université technique de Delft.

### L'école polytechnique de Louvain

Logo de l'EPL créé en 2008.

En 2008, la Faculté des sciences appliquées change officiellement son nom en École polytechnique de Louvain (EPL).

#### Faculté multi-site
Dès 2020, l'École polytechnique de Louvain organise un bachelier en sciences informatiques à l'UCLouvain Charleroi. Elle devient ainsi la première faculté du Secteur des sciences et technologies de l'université à devenir multi-site et établie sur deux campus. Le programme de bachelier en question, codiplômé par l'Université de Namur, spécialise dans le domaine de l'e-santé.

## Professeurs ou étudiants
- Chanoine Georges Lemaître (1894-1966), enseignant à la FSA jusqu'à son éméritat en 1964.
- Charles-Jean de La Vallée Poussin (1886-1962), ingénieur civil des mines (1890), mathématicien réputé.
- Charles Manneback (1894-1975).
- Vitold Belevitch (1921-1999), ingénieur civil, auteur (entre autres) de théorèmes mathématiques sur les circuits électriques, professeur à la FSA.
- Pr. baron Marcel Crochet (1938), ingénieur civil (mécanique des fluides), Recteur de l'UCLouvain de 1995 à 2004.
- Alain Hubert
- Jean-Jacques Quisquater
- Jean-Pierre Hansen, ingénieur civil (électricité), actuellement président de SNCB-Logistics (2012-présent), ancien administrateur délégué d'Electrabel (1992-1999 et 2005-2010) et Professeur associé d'économie à l'EPL.
- Luc de Brabandere, diplômé en mathématiques appliquées et en philosophie, il est spécialiste en créativité, en management et en gestion d'entreprise.
- Vincent Blondel, auteur de la méthode Louvain et ancien recteur de l'UCLouvain.

## Formation

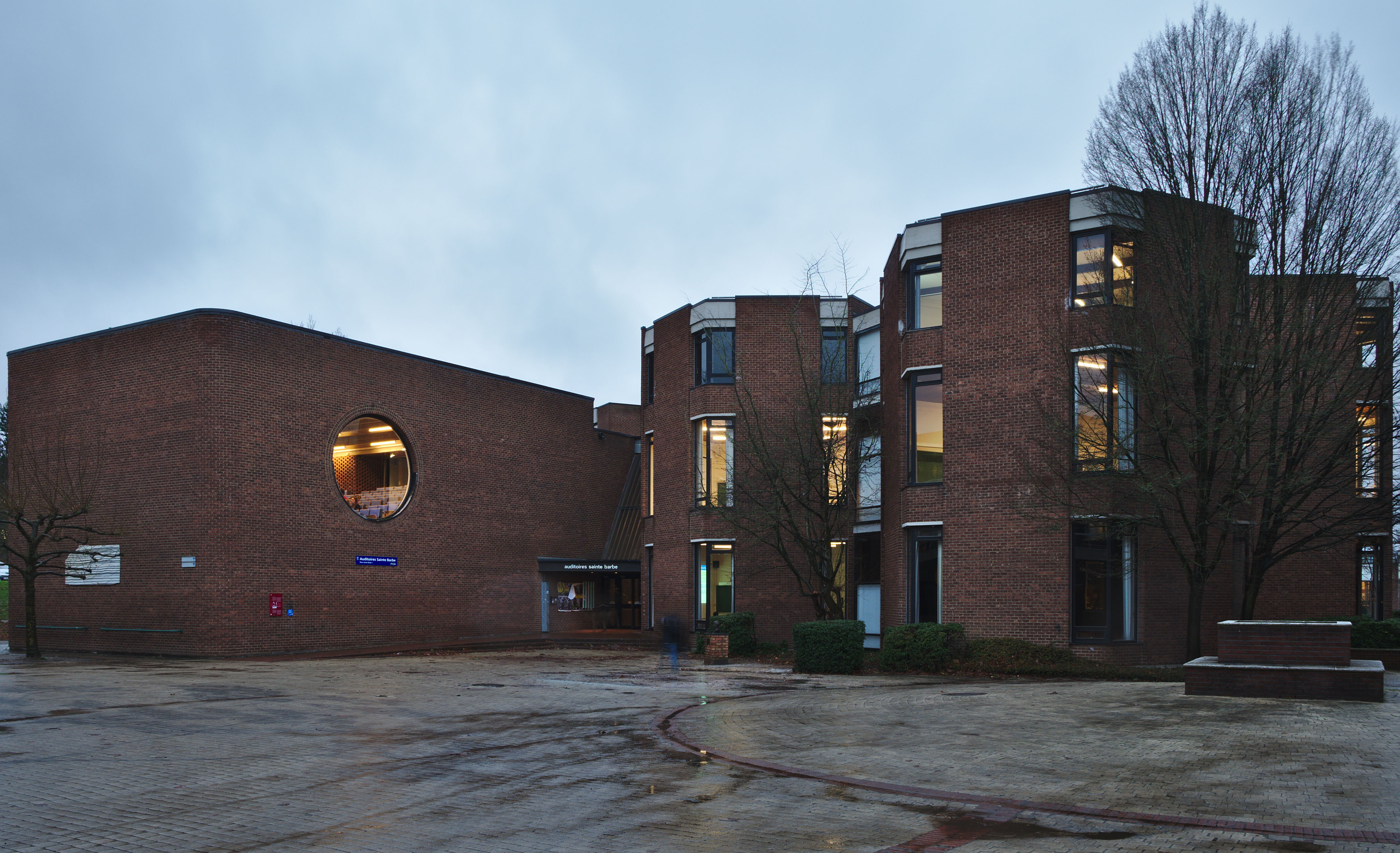
Auditoires Sainte-Barbe

Études de premier cycle (bacheliers, 3 ans) :
- Bachelier en sciences de l'ingénieur, orientation ingénieur civil
- Bachelier en sciences informatiques
- Bachelier en sciences informatiques, spécialisé en e-santé (UCLouvain Charleroi)[8]

Études de second cycle (masters, 2 ans) :
- Master : ingénieur civil mécanicien
- Master : ingénieur civil électricien
- Master : ingénieur civil électromécanicien
- Master : ingénieur civil physicien
- Master : ingénieur civil biomédical
- Master : ingénieur civil des constructions
- Master : ingénieur civil en informatique
- Master : ingénieur civil en chimie et science des matériaux
- Master : ingénieur civil en mathématiques appliquées
- Master en sciences informatiques (120 crédits)
- Master en sciences informatiques (60 crédits)
- Master en cybersécurité
- Master en science des données, orientation technologies de l'information

Masters de spécialisation (1 an) :
- Master complémentaire en génie nucléaire
- Master complémentaire en nanotechnologie

Études de troisième cycle (doctorats) :
- Doctorat en sciences de l'ingénieur
- Doctorat en art de bâtir et urbanisme

## Note
1. ↑  « uclouvain.be/secteur-sciences-… »(Archive.org • Wikiwix • Archive.is • Google • Que faire ?).
2. ↑  « Faculté d'architecture, d'ingénierie architecturale, d'urbanisme », sur UCLouvain (consulté le 26 août 2020).
3. 1 2  « Faculty of engineering science - History », sur eng.kuleuven.be
4. ↑  « Histoire du Cercle industriel », sur cercle-industriel.be (consulté le 2 mars 2019)
5. 1 2  Marcel Crochet, Des Écoles spéciales à l'EPL. 50 ans de science et de technologie à l'UCL, Louvain-la-Neuve, Presses universitaires de Louvain, 2012
6. ↑  CESAER, « Statuts de la Conférence des écoles européennes pour l'enseignement et la recherche des sciences pour l'ingénieur avancées », Moniteur belge,‎ 6 novembre 1990
7. ↑  Parlement de la Communauté française de Belgique, « Rapport de commission présenté au nom de la Commission de l'Enseignement supérieur, de l'Enseignement de Promotion sociale, de la Recherche et des Médias », sur pfwb.be, 23 avril 2019 (consulté le 29 avril 2019)
8. ↑  « e-santé : l'UCLouvain et l'UNamur lancent à Charleroi un nouveau bachelier en sciences informatiques », sur numerikare.be, 5 août 2020 (consulté le 13 août 2020)